# Flers-en-Escrebieux
Flers-en-Escrebieux és un municipi francès, situat a la regió dels Alts de França, al departament del Nord. L'any 2006 tenia 5365 habitants. Limita al nord amb Auby, a l'est amb Roost-Warendin, al sud-est amb Douai, al sud amb Cuincy, al sud-oest amb Lauwin-Planque, a l'oest amb Esquerchin i al nord-oest amb Courcelles-lès-Lens.

## Demografia
| 1962                                       | 1968  | 1975  | 1982  | 1990  | 1999  | 2006  |
| ------------------------------------------ | ----- | ----- | ----- | ----- | ----- | ----- |
| 6.132                                      | 6.675 | 6.431 | 5.491 | 5.344 | 5.540 | 5.365 |
| Des de 1962: població sense dobles comptes |       |       |       |       |       |       |

## Administració
| Període | Identitat            | Partit |
| ------- | -------------------- | ------ |
| 1989-   | Jean-Jacques Peyraud | UMP    |